# Temple des dieux de la cité
 (juin 2025).

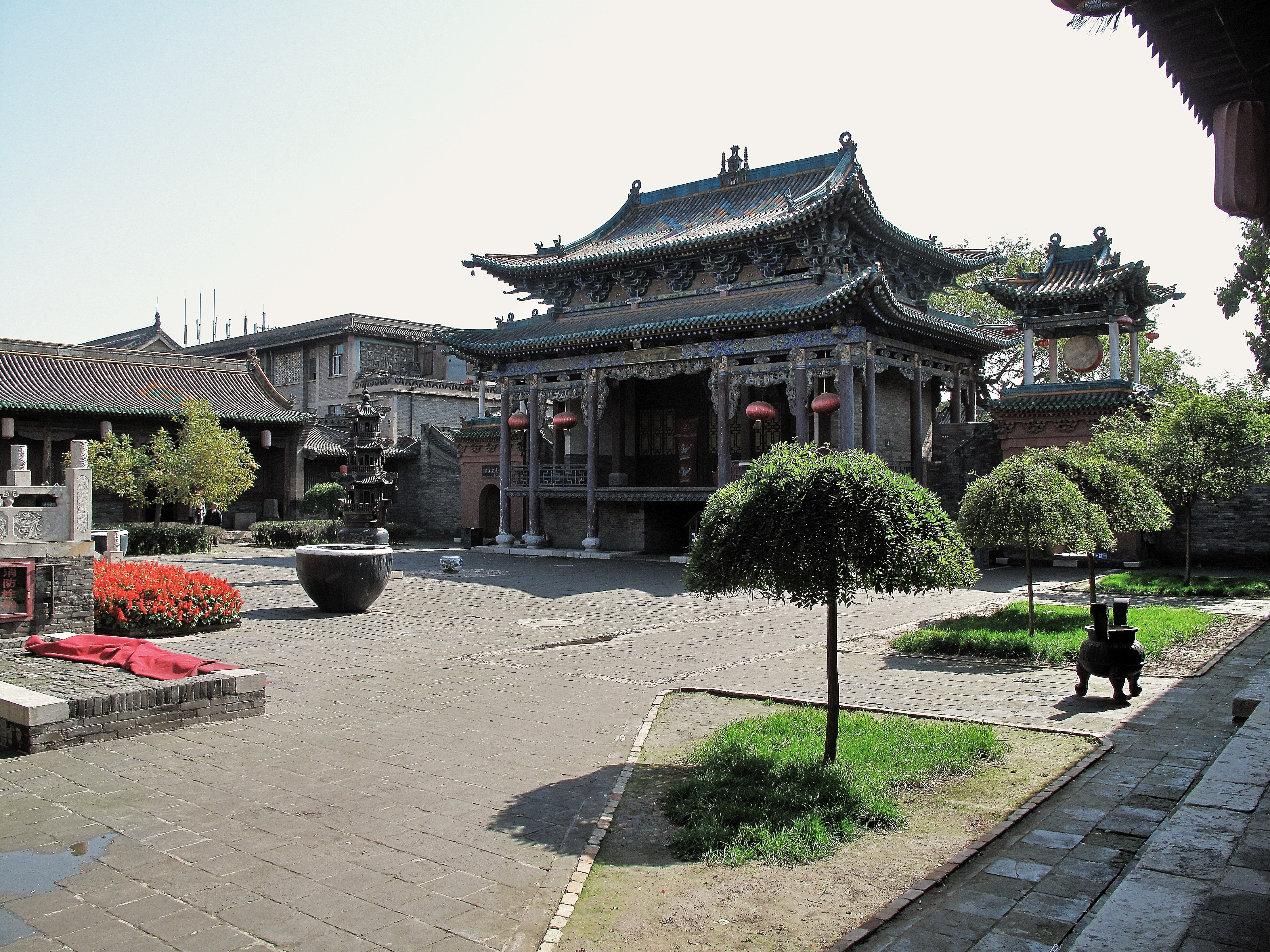
Une des cours du temple.

Le temple des dieux de la cité de Pingyao (chinois : 平遥城隍庙 ; pinyin : píngyáo chénghuáng miào), dans la province du Shanxi, en République populaire de Chine est un temple taoïste dont la date de création est inconnue.

## Histoire
Le temple des Dieux de la Cité de Pingyao a été rénové pendant la dynastie Ming. Sous la dynastie Qing, lors de la 9e année du règne de l'empereur Xianfeng, en 1859, il a subi un incendie. Il a été reconstruit entre la 3e et 8e année de règne de Tongzhi 同治, tóngzhì (de 1864 à 1869).

## Description
Il est classé AAAA dans la liste des sites historiques et culturels majeurs protégés au niveau national par le gouvernement chinois et classé au Patrimoine mondial de l'UNESCO, au sein de la Vieille ville de Pingyao.
Il est situé dans l'enceinte des remparts de la vieille ville de Pingyao sur sa partie est, juste au nord du temple de Confucius de la ville.
Le temple principal situé au Nord fait face au Sud. L'ensemble du temple comporte trois cours.